# コッパ・イタリア・セリエD
コッパ・イタリア・セリエD（Coppa Italia Serie D）は、イタリアで行われているサッカーのカップ戦。1999-2000シーズンから開催されている。
1999-2000シーズンにコッパ・イタリア・ディレッタンティから分離する形で誕生した。セリエDに所属しているチームによって、すべてホーム・アンド・アウェー方式で争われる。

## 歴代優勝クラブ
- 1999-00 カストレンセ
- 2000-01 トーディ
- 2001-02 ピエヴィジーナ・カルチョ
- 2002-03 ACサンソヴィーノ
- 2003-04 SSユーヴェ・スタビア
- 2004-05 USOカルチョ・カラヴァッゲーゼ
- 2005-06 ソレント・カルチョ
- 2006-07 ASDアヴェルサ・ノルマンナ
- 2007-08 カルチョ・コモ
- 2008-09 サプリ・カルチョ
- 2009-10 FCマテラ
- 2010-11 ペルージャ・カルチョ
- 2011-12 FCサンタントーニオ・アバーテ
- 2012-13 FCトゥリス・ネアポリス
- 2013-14 ASDカルチョ・ポミリャーノ
- 2014-15 SSモノーポリ
- 2015-16 フォンディ・カルチョ
- 2016-17 カルチョ・キエーリ
- 2017-18 カンポダルセゴ・カルチョ
- 2018-19 SSマテリカ・カルチョ1921
- 2019-20 COVID-19により中断
- 2020-21 開催なし
- 2021-22 USガヴォッラーノ
- 2022-23 ASピネート・カルチョ